# Escola de Chicago (sociologia)
Nome dado a um grupo de professores e pesquisadores da Universidade de Chicago, que surgiu nos Estados Unidos nos anos 20 e durante algumas décadas do início de século XX, trazendo uma série de contribuições à sociologia, psicologia social e ciências da comunicação.
A Universidade de Chicago foi inaugurada em 1892, criada na cidade de maior índice de  crescimento da época, a partir de doações de batistas, liderados por John Rockfeller. Ela possuía faculdades separadas para humanidades, literatura e ciências além de uma escola de teologia e escola de pós graduação. Na inauguração o corpo docente já contava com 120 professores. (Goodwin, 2005)
Destaca-se nesta escola o funcionalismo em psicologia , a sociologia urbana; ecologia humana, as formas sociológicas da psicologia social que receberam o nome de behaviorismo social e interacionismo simbólico produzindo contribuições relevantes até os nossos dias, analisando a relação indivíduo – comunidade e a interpretação explicação como método e o estudo da linguagem  fatores que intervêm na comunicação.
Na sociologia, a Escola de Chicago refere-se à primeira importante tentativa de estudo dos centros urbanos combinando conceitos teóricos e pesquisa de campo de caráter etnográfico.
Os maiores representantes desta escola são William I. Thomas, Florian Znaniecki, Robert E. Park, Louis Wirth, Ernest Burgess, Everett Hughes e Robert McKenzie. Da década de vinte à de trinta, a sociologia urbana foi quase sinônimo de Escola de Chicago. 
A Escola de Chicago inicia um processo que aborda os estudos em antropologia urbana, em que o "outro" torna-se o "próximo". Tendo no meio urbano seu foco de análise principal, desencadeia os estudos relacionados ao surgimento de favelas, a proliferação do crime e da violência, ao aumento populacional, tão marcantes no início do século XX.

## Psicologia
Entre os seus fundadores está Dewey que em 1894 saiu da Universidade de Michigan onde exerceu a função de professor e Chefe do departamento de Filosofia, entre 1884 a 1894, para liderar o departamento de Filosofia e o departamento de Filosofia incluindo um laboratório de psicologia e setor de Pedagogia, criado por sua sugestão.
No final da década de 1890, Dewey começou a afastar-se da sua anterior visão idealista neo-Hegeliana e a adotar uma nova posição, que veio a ser conhecida mais tarde como pragmatismo, interpretando-o com feições próprias que denominou , “instrumentalismo”, propôs um sistema experimental para avaliação pedagógica, metodologia para análise da arte e da moral nos livros que publicou sobre esses temas.
Nos dez anos que passou em Chicago tornou essa Universidade o centro do funcionalismo que pode-se dizer deram origem ao behaviorismo e entre os trabalhos que assim contribuíram está o artigo O conceito de arco Reflexo em Psicologia (The reflex arc concept in psychology, 1896) já incluindo as concepções de Charles Bell (1774-1842) e Fraçois Magendie (1783-1855) da distinção entre as vias sensoriais e motoras. Nessa concepção de estímulo, processamento central e resposta, aproximava na noção de processamento central e/ou funcional da resposta à função da consciência que era o principal objeto de estudo da psicologia americana da época estabelecida a partir das proposições de William James (1842-1910).
Em defesa da origem do behaviorismo na corrente funcionalista, além do fato de  John B. Watson (1878-1958) ter sido aluno de James Rowland Angell (1869-1949) o sucessor de Dewey na Universidade de Chicago (1900-1903) Edward L. Thorndike (1874-1949) o funcionalista da Universidade de Columbia, autor da Lei do Efeito (referindo-se às consequências do comportamento sobre este), é reconhecido publicamente por ele numa conferência em Chicago, 1908 onde proferiu suas intenções de fundar uma psicologia humana, objetiva, comparada.
É clássica a definição do funcionalismo a partir da declaração de Angell que enquanto os estruturalistas perguntam, O que é a consciência? os funcionalistas perguntam: Para que a consciência?. Angell estudou com James em Harvard (1891), assistiu aulas de Wundt e Hermann Ebbinghaus em Leipzig, entrou para Universidade de Chicago em 1895 como professor assistente e tornou-se seu diretor em 1918. Definiu o funcionalismo como a psicologia das operações ou funções mentais, destacou a importância de C. Darwin para psicologia especialmente: a teoria do instinto; a ideia de continuidade entre as mentes das diferentes espécies (evolução do comportamento)  e seu estudo sobre a expressão das emoções no homem e nos animais.
Outro importante psicólogo funcionalista desta universidade foi Harvey A. Carr (1873-1954) onde iniciou-se como doutorando com tese concluída em 1905 sobre ilusões visuais de movimento sendo contratado em 1908 para ocupar o lugar de  Watson, recém transferido para a Universidade Johns Hopkins para lecionar: “Introdução à psicologia experimental e comparada”. Entre os seus principais livros publicados estão Psicologia: Um estudo da atividade mental (Psychology : A study of mental activity, 1925)  e Introdução à percepção do espaço visual (Introduction to visual space perception, 1935)

## Psicologia Social
George Herbert Mead (1863 – 1931) com pós graduação em filosofia e psicologia em Leipzig e a honra de ter sido  o revisor dos primeiros quatro volumes da Völkerpsychologie de  Wilhelm Wundt  chegou Universidade de Chicago em 1894 junto com Dewey iniciando seu curso de Psicologia Social em 1900 o que conduziu até 1930/31.
Opôs-se ao reducionismo proposto pelos behaviorismo de Watson [que excluía de sua teoria termos mentais por acreditar que não se havia uma metodologia boa o suficiente para estudá-los], posteriormente reapresentado por B. F. Skinner [que trata os fenômenos "mentais" como sendo da mesma natureza da dos físicos e não os exclui da análise científica, pois eles são comportamentos e devem ser explicados enquanto tais. Vale ressaltar que o behaviorismo radical de Skinner em nada se assemelhar ao proposto por Watson e que não é reducionista] e é considerado o fundador do interacionismo simbólico por seu sucessor na cadeira Herbert Blumer (1900-1987) apesar de intitula-se autor do behaviorismo social, aspecto que só veio a assim reconhecido pelos behavioristas com Arthur W. Staats (1924- ) com suas proposições sobre o comportamento humano complexo. Teóricos da segunda geração simplesmente não fazem referências a Mead.
Herbert Blumer, contudo, apesar de dar continuidade ao trabalho de Mead fez algumas restrições a este, em especial aos aspectos positivistas e darwinista da determinação instintiva. Blumer destacava na obra de Mead tópicos essenciais para teoria da socialização ou seja da forma pela qual a cultura e as normas são internalizadas pelas pessoas, isto é, como o autocontrole é um reflexo do controle social.
Entre os teóricos que também se voltaram para o problema do autocontrole encontra-se o sociólogo funcionalista Talcott Parsons (1902 - 1979) da Universidade de Harvard com importantes contribuições e à etnometodologia e em especial à compreensão do papel do doente na comunidade ou  sociologia médica.
Além dos trabalhos sobre ecologia dos distúrbios mentais entre os autores que também trabalharam com a perspectiva sociológica da psicologia e dos problemas mentais podemos destacar ainda na Universidade de Chicago importantes autores da atualidade como Erving Goffman autor do livro Prisões, manicômios e conventos um dos livros fundamentais para compreensão do modo como lidamos com os excluídos e doentes mentais.  Goffman evidencia em seus trabalhos a marcante influência de Mead e da corrente interacionista. Conclui seu mestrado (1949) e doutorado (PHD), com tese sobre papeis sociais entre nativos das Ilhas Shetland (Comunicação e conduta em uma comunidade de insulanos / Communication Conduct in a Island Community) na Universidade de Chicago em 1953

## Ciências Sociais / Ecologia Humana
As obras que dão início à Escola de Chicago são The City: Suggestion for the Investigation of Human Behavior in the City Environment de Robert Park, lançada em 1915, e a consistente monografia de Znaniecki e Thomas, Polish peasant in Europe and America.
A sociologia atingiu rápida ascensão nos EUA seguindo a escola de Spencer e depois fortemente influenciada pela psicologia. A Universidade de Chicago contribuiu especialmente desenvolvendo técnicas estatísticas e de observação e análise geoespacial bastante minuciosas para o estudo dos distritos urbanos (sociologia urbana), baseando-se no princípio de que fronteiras objetivamente demarcadas dentro da cidade delimitam áreas naturais da solidariedade de grupos e características grupais para os quais poderiam ser identificados, portanto, padrões de localização o que constitui a denominada Escola Ecológica. (MacIver, 1942)
De acordo com um de seus criadores e principais teóricos Robert E. Park a ecologia humana é, fundamentalmente, uma tentativa de investigação dos processos pelos quais o equilíbrio biótico e o equilíbrio social se mantêm, uma vez alcançados, e dos processos pelos quais, quando o equilíbrio biótico e o equilíbrio social são perturbados se faz a transição de uma ordem relativamente estável para outra. (Park, 1936) 
Conceitos de competição, simbiose (solidariedade) sucessão, estabilidade (sustentabilidade), localização espacial, interdependência entre indivíduos, instituições sociais e meio ambiente foram desenvolvidos e aplicados aos mais diversos fenômenos sociais e comunidades contudo como destaca Pierson, 1970 um dos tradutores e introdutores desses estudos no Brasil através da Escola Livre de Sociologia e Política de São Paulo, a ecologia humana não é sociologia e outras ciências sociais nem biogeografia ou geografia humana. É uma ciência ainda em formação, bem mais próxima da ecologia animal e vegetal que das anteriormente referidas.
Uma outra frente de vanguarda da Universidade de Chicago foram os já  referidos estudos da distribuição espacial entre o centro e periferia das cidades a exemplo do Estudo ecológico das perturbações mentais de  Stuart A Queen, 1940 e do intitulado 
Perturbações mentais em áreas urbanas: Robert E. L. Faris; H. Warren Dunham, 1939.
Praticamente foram os primeiros trabalhos epidemiológicos na área do que hoje se denomina como epidemiologia social, apesar de utilizarem dados de serviços de saúde (públicos e privados) estabeleceram taxas de prevalência e localização espacial dos agravos desenvolvendo diversas hipóteses explicativas associadas à variáveis como organização (zonas com planejamento urbano) – desorganização social (slums); raça, nacionalidade (comunidades étnicas ou áreas estrangeiras); pobreza desemprego e outras características (forças) sociais e econômicas.

## Criminologia
Diversos estudos dessa escola poderiam ser citados como contribuição à criminologia, tanto às escolas do consenso, que concebe o crime como uma falha das instituições e compartilhamento das regras sociais pelos indivíduos e escolas do conflito para quem o pressuposto da natureza coercitiva da ordem social é um princípio heurístico e não um juízo factual. (Shecaria, 2004)
Entre as contribuições dessa escola destacam-se as do campo metodológico associando a pesquisa a formulação de políticas criminais. No âmbito da metodologia instituíram a análise estatística evidenciando a distribuição espacial. Os estudos realizados apontavam para a necessidade de mudanças efetivas na condições econômicas e sociais das crianças (carreiras dos delinquentes). Evidenciaram também as demandas de melhorias sanitárias e manipulação do ambiente físico, considerando inclusive as oportunidades de realização dos delitos, como estratégias de prevenção que deveria ser priorizadas em detrimento das repressivas. (Shecaria, 2004)
Integrantes da Escola de Chicago também participaram das teorias do conflito, em especial as teorias da rotulação (labelling approach), onde autores como Erving Goffman trouxeram contribuições fundamentais sobre os efeitos das prisões e natureza dos estigmas, bem como para a teoria do comportamento desviante, aperfeiçoando pela crítica as contribuições do interacionismo simbólico e ecologia humana, que se integram às escolas do consenso.